# Pittosporum paniculiferum
Pittosporum paniculiferum är en tvåhjärtbladig växtart som beskrevs av Hung T. Chang och S.Z. Yan. Pittosporum paniculiferum ingår i släktet Pittosporum och familjen Pittosporaceae. Inga underarter finns listade.